# Вендська міфологія
У 1824 данський поет Бернхард Северін Інгерман (1789–1862) видав свої тези з північно-слов'янської та вендської міфології, у яких він встановив такий пантеон:
Перший рівень богів (позитивні):
- Триглав (Бог),
- Світовит (данською: «Свантевіт»),
- Радегост (данською: «Радегаст»),
- Поревіт (данською: «Прове»),
- Жива (данською: «Сієба»),
- Сієбог,
- Сварог (данською: «Швайкстикс»),
- Зіслбог (можливо «Числобог»),
- Подага,
- Ругевіт,
- Каревіт,
- Юзрбог,
- Діванна (данською: «Дзієвонна»),
- Вода (аналогічний скандинавському: «Одін»),
- Балдурі (можливо, скандинавський «Бальдур»).

Другий рівень богів (негативні):
- Чорнобог (данською: «Зернебог» (Пя)),
- Перун (данською: «Перкунуст»),
- Флинз (данською: «Флінс», також зустрічається «Флинз»),
- Зір (можливо «Зоря», данською: «Зірнітра (Зір)», також мав прізвисько: «Росводіз»),
- Берстюк (данською: «Берстук»),
- Маревіт (данською: «Маровіт» («Домовий бог»)),
- Хела (аналогічна скандинавській «Хель», а можливо «Желя»).

Живучи близько до Скандинавії, венди запозичили декілька богів з скандинавської міфології, але ці тевтонські боги ніколи не грали центральної ролі у вендів.

## Міфічні істоти
- Богиньки
- Божалощь
- Іпабог
- Плашо
- Полудниця
- Русалки
- Садко
- Скрзек (в перекладі на українську «скрекіт»), Скрзак
- Зоіс